# Tüdős S. Kinga
Tüdős S. Kinga (Tüdősné Simon Kinga, Sepsiszentgyörgy, 1948. június 25.– Sepsiszentgyörgy, 2019. szeptember 6.) erdélyi magyar történész, művészettörténész.

## Életpályája
Középiskolai tanulmányait szülővárosában végezte. Budapesten az ELTE-n szerzett pszichológiai és művészettörténeti diplomát 1976-ban. A Magyar Nemzeti Galériában dolgozott művészettörténészként 1976–80 között, 1980-ban a bukaresti Nicolae Iorga Történettudományi Intézet Nemzetiségtörténeti Osztályának tudományos munkatársa lett.
Szakterülete a 15–18. századi Erdély története. Doktori értekezésében az 1635. évi székelyföldi katonai összeírásokat dolgozta fel (1995; könyv alakban Erdélyi hétköznapok címmel. Budapest, 2001). Első nagyobb terjedelmű dolgozata a Reflectarea istoriei universale în istoriografia românească c. tanulmánykötetben jelent meg 1986-ban. Forráskutatásai során a 15–18. századi Erdély hétköznapjairól szóló okiratokat tárt fel. Tanulmányozta a 15–18. századi erdélyi védőrendszereket, templomerődöket és műemlék templomokat. Első monográfiáját a nagyajtai templomerődről írta (1992). Részt vett a Székely Oklevéltár új sorozata kiadásának munkálataiban (az 1994-ben megjelent III. és a 2006-ban megjelent VIII. kötet társszerkesztőjeként). Külön érdeklődési területe a levéltárakban fennmaradt erdélyi végrendeletek kutatása: ebből a tárgykörből Erdélyi testamentumok címmel sorozatot is indított, melynek megjelent kötete az Erdélyi nemesek és főemberek végrendeletei (Marosvásárhely, 2005), előkészületben van az erdélyi fejedelmek végrendeleteit tartalmazó kötet.
Társszerkesztője volt a Scripta manent c., Demény Lajos 75. születésnapja alkalmából kiadott emlékkönyvnek (Bukarest, 2001), szerkesztője P. Benedek Fidél Esztelnek műemlékei (Kézdivásárhely, 2005) c. könyvének. Tagja a Studii şi Materiale de Istorie c. akadémiai folyóirat szerkesztőbizottságának. Tanulmányai, szakdolgozatai hazai és külföldi szakkiadványokban jelennek meg. A Duna Televízióban sorozatban mutatja be Erdély műemlék templomait.

## Kötetei
- Nagyajta. Unitárius templomerőd. (Bukarest, 1994. Erdélyi műemlékek, 6.)
- Erdélyi védőrendszerek a XV–XVIII. században (Budapest, 1995; bővített változata Marosvásárhely, 2002)
- Székely főnemesi életmód a XVII. század alkonyán (Bukarest–Kolozsvár, 1999)
- Egy székely nemesasszony élete és személyisége Apafi korában [szárhegyi gróf Lázár Erzsébet] (in: Erdély és Patak fejedelemasszonya, Lorántffy Zsuzsanna. Sárospatak, 2000)
- Jobbágyélet a fejedelemkori Erdélyben. Jövevényjobbágyok Háromszéken 1635–1653 között (Marosvásárhely, 2001)
- Erdélyi hétköznapok (Budapest, 2001)
- Háromszéki templomvárak (Marosvásárhely, 2002)
- Kézdiszentlélek templomai (Kovács Andrással, Kézdivásárhely, 2003)
- Hadviselő székelyek végrendeletei (válogatás, bevezető és jegyzetek. 2003. Erdélyi testamentumok, I.)
- Erdélyi nemesek és főemberek végrendeletei; (Erdélyi testamentumok. II–III., 2006–2008)
- A régi gernyeszegi várkastély; Mentor, Marosvásárhely, 2009
- Kastélyok, udvarházak és lakóik a régi Székelyföldön. In memoriam Demény Lajos, 1926–2010; szerk. Tüdős S. Kinga; Székely Nemzeti Múzeum, Sepsiszentgyörgy, 2013
- "Szolgáltam én fejedelmet". Hodor Máté címeres levele; Tinta, Sepsiszentgyörgy–Kédziszentlélek, 2013